# Además de mí
«Además de mí» es una canción de los cantantes argentinos Rusherking y Tiago PZK. La canción fue coescrita por ambos artistas junto a cantautor Daniel Ismael Leal y producida por el productor argentino Big One. Un remix con Duki, Khea, Lit Killah y María Becerra se lanzó el 4 de marzo de 2021, y alcanzó más éxito que el sencillo original.

## Posicionamiento en listas
| País      | Lista             | Mejor posición |
| 2021      | 2021              | 2021           |
| --------- | ----------------- | -------------- |
| Argentina | Argentina Hot 100 | 63             |

## Remix
«Además de mí (Remix)» fue lanzada el 4 de marzo de 2021, con participación de los cantantes argentinos Duki, Khea, Lit Killah y la cantante de pop urbano María Becerra. El video musical fue filmado en Buenos Aires, Argentina, y fue dirigido por Agustín Portela.

### Antecedentes y composición
Para el remix, Rusherking invitó a las tres voces más fuertes del género urbano en Argentina. En la exclusiva detrás de escenas de Billboard Argentina, Rusherking dijo: «"Además de mí" remix, para mí, es algo impensado. Jamás me hubiera imaginado colaborar con artistas de este nivel. Es un sueño, significa mucho para mí. Es un tema al que le tengo mucho amor y que me representa muchísimo, creo que logramos transmitir lo que quisimos en verdad. Este remix es histórico y sé que es un antes y un después en mi vida y en mi carrera». Por otra parte, Tiago PZK declaró: «Cuando empezamos a organizar el remix fue muy raro. Se me había ocurrido juntar a Lit Killah y Duki, y era imposible. Lo intenté igual, convencí a los pibes y salió. Ellos se distanciaron, tuvieron sus diferencias y es dificil compartir algo así de grande con quien por ahí no te llevás bien. Gracias a Dios se terminaron juntando y pidiéndose disculpas por sus diferencias. Eso es a lo que apuntamos: unir a la escena y dar una mejor imagen de Argentina para afuera. Que no solamente sea business. Sé que en Puerto Rico hay artistas que se llevan mal pero igual sacan temas por business».

### Posicionamiento en listas
| País      | Lista                     | Mejor posición |
| 2021      | 2021                      | 2021           |
| --------- | ------------------------- | -------------- |
| Argentina | Argentina Hot 100         | 1              |
| Argentina | Monitor Latino (Nacional) | 15             |
| España    | PROMUSICAE                | 42             |
| Global    | Billboard Global 200      | 98             |
| Paraguay  | SPG                       | 61             |

### Certificaciones
| País      | Organismo certificador | Certificación | Ventas | Ref.   |
| --------- | ---------------------- | ------------- | ------ | ------ |
| Argentina | CAPIF                  | 3× Platino    | 60 000 | [ 10 ] |